# Дементьєва Олена В'ячеславівна
Оле́на В'ячесла́вівна Деме́нтьєва  (рос. Елена Вячеславовна Дементьева; *15 жовтня 1981, Москва, СРСР) — колишня російська тенісистка. Олена розпочала професіональну кар'єру в 1998 і через рік увійшла до першої сотні світового рейтингу. Мати Олени — вчителька, батько — електроінженер.
Олена розпочала тенісну кар'єру у віці 7 років. Вона грала й тренувалася разом з Анастасією Мискіною по 7 годин на день. Професіональна тенісна кар'єра розпочалась в 1998.
У 2000 році Олена стала першою росіянкою, яка досягла півфіналу US Open, де вона програла Ліндсей Давенпорт. У тому ж році вона здобула срібну медаль на Олімпіаді у Сіднеї, програвши у фіналі Венус Вільямс. Свій перший титул у WTA турі Олена здобула в 2003 на турнірі в Амелії Ісланд.
У 2004 році Олена двічі виходила у фінал Великого шолому. На French Open програла Анастасії Мискіній, а на US Open — Світлані Кузнецовій. 2005 Олена закінчує вже на входячи до топ-десятки (8 позиція) світового рейтингу WTA.
Золоту олімпійську медаль і звання олімпійської чемпіонки Дементьєва виборола на Пекінській олімпіаді в одиночному розряді.
29 жовтня 2010 на завершальному турнірі сезону, Чемпіонаті WTA, що проходив у катарському місті Доха, Олена Дементьєва оголосила про завершення тенісної кар'єри.

## Фінали турнірів WTA

### Одиночний розряд: 32 (16 титулів, 16 поразок)
| Легенда                                  |
| ---------------------------------------- |
| Турніри Великого шлему (0–2)             |
| Теніс на Олімпійських іграх (1–1)        |
| WTA 1000 (Tier I / Premier 5) (3–7)      |
| WTA 500 (Tier II / Premier) (7–2)        |
| WTA 250 (Tier III / International) (5–4) |

| Титули за покриттям |
| ------------------- |
| Тверде (13–8)       |
| Трава (0–1)         |
| Ґрунт (2–5)         |
| Килим (1–2)         |

| Результат | В-П   | Дата     | Турнір                                             | Категорія     | Покриття   | Опонент            | Рахунок             |
| --------- | ----- | -------- | -------------------------------------------------- | ------------- | ---------- | ------------------ | ------------------- |
| Поразка   | 0–1   | Вер 2000 | Теніс на літніх Олімпійських іграх 2000, Австралія | Olympics      | Тверде     | Вінус Вільямс      | 2–6, 4–6            |
| Поразка   | 0–2   | Бер 2001 | Abierto Mexicano TELCEL                            | Tier III      | Ґрунт      | Аманда Кетцер      | 6–2, 1–6, 2–6       |
| Поразка   | 0–3   | Жов 2001 | Кубок Кремля, Росія                                | Tier I        | Килим (i)  | Єлена Докич        | 3–6, 3–6            |
| Поразка   | 0–4   | Чер 2002 | Rosmalen Grass Court Championships, Нідерланди     | Tier III      | Трава      | Елені Даніліду     | 6–3, 2–6, 3–6       |
| Перемога  | 1–4   | Кві 2003 | Amelia Island Championships, U.S.                  | Tier II       | Ґрунт      | Ліндсі Девенпорт   | 4–6, 7–5, 6–3       |
| Перемога  | 2–4   | Вер 2003 | Commonwealth Bank Tennis Classic, Індонезія        | Tier III      | Тверде     | Чанда Рубін        | 6–2, 6–1            |
| Перемога  | 3–4   | Вер 2003 | China Open                                         | Tier II       | Тверде     | Чанда Рубін        | 6–3, 7–6(8–6)       |
| Поразка   | 3–5   | Кві 2004 | Відкритий чемпіонат Маямі з тенісу, U.S.           | Tier I        | Тверде     | Серена Вільямс     | 1–6, 1–6            |
| Поразка   | 3–6   | Чер 2004 | Відкритий чемпіонат Франції з тенісу               | Grand Slam    | Ґрунт      | Анастасія Мискіна  | 1–6, 2–6            |
| Поразка   | 3–7   | Вер 2004 | Відкритий чемпіонат США з тенісу                   | Grand Slam    | Тверде     | Світлана Кузнецова | 3–6, 5–7            |
| Перемога  | 4–7   | Вер 2004 | Gaz de France Stars, Бельгія                       | Tier III      | Тверде (i) | Олена Бовіна       | 0–6, 6–0, 6–4       |
| Поразка   | 4–8   | Жов 2004 | Kremlin Cup, Росія                                 | Tier I        | Килим (i)  | Анастасія Мискіна  | 5–7, 0–6            |
| Поразка   | 4–9   | Кві 2005 | Charleston Open, США                               | Tier I        | Ґрунт      | Жустін Енен        | 5–7, 4–6            |
| Поразка   | 4–10  | Лис 2005 | Advanta Championships of Philadelphia, U.S.        | Tier II       | Тверде (i) | Амелі Моресмо      | 5–7, 6–2, 5–7       |
| Перемога  | 5–10  | Лют 2006 | Toray Pan Pacific Open, Японія                     | Tier I        | Килим (i)  | Мартіна Хінгіс     | 6–2, 6–0            |
| Поразка   | 5–11  | Бер 2006 | Indian Wells Open, U.S.                            | Tier I        | Тверде     | Марія Шарапова     | 1–6, 2–6            |
| Перемога  | 6–11  | Сер 2006 | LA Women's Tennis Championships, U.S.              | Tier II       | Тверде     | Єлена Янкович      | 6–3, 4–6, 6–4       |
| Перемога  | 7–11  | Тра 2007 | Istanbul Cup, Туреччина                            | Tier III      | Ґрунт      | Араван Резаї       | 7–6(7–5), 3–0, ret. |
| Перемога  | 8–11  | Жов 2007 | Kremlin Cup, Росія                                 | Tier I        | Тверде (i) | Серена Вільямс     | 5–7, 6–1, 6–1       |
| Перемога  | 9–11  | Бер 2008 | Dubai Tennis Championships, UAE                    | Tier II       | Тверде     | Світлана Кузнецова | 4–6, 6–3, 6–2       |
| Поразка   | 9–12  | Тра 2008 | German Open, Німеччина                             | Tier I        | Ґрунт      | Дінара Сафіна      | 6–3, 2–6, 2–6       |
| Поразка   | 9–13  | Тра 2008 | İstanbul Cup, Туреччина                            | Tier III      | Ґрунт      | Агнешка Радванська | 3–6, 2–6            |
| Перемога  | 10–13 | Сер 2008 | Теніс на літніх Олімпійських іграх 2008, КНР       | Olympics      | Тверде     | Дінара Сафіна      | 3–6, 7–5, 6–3       |
| Перемога  | 11–13 | Жов 2008 | BGL Luxembourg Open                                | Tier III      | Тверде (i) | Каролін Возняцкі   | 2–6, 6–4, 7–6(7–4)  |
| Перемога  | 12–13 | Січ 2009 | WTA Auckland Open, Нова Зеландія                   | International | Тверде     | Олена Весніна      | 6–4, 6–1            |
| Перемога  | 13–13 | Січ 2009 | Sydney International, Австралія                    | Premier       | Тверде     | Дінара Сафіна      | 6–3, 2–6, 6–1       |
| Поразка   | 13–14 | Лют 2009 | Open GDF Suez, Франція                             | Premier       | Тверде (i) | Амелі Моресмо      | 6–7(9–7), 6–2, 4–6  |
| Перемога  | 14–14 | Сер 2009 | Мастерс Канада                                     | Premier 5     | Тверде     | Марія Шарапова     | 6–4, 6–3            |
| Перемога  | 15–14 | Січ 2010 | Sydney International, Австралія                    | Premier       | Тверде     | Серена Вільямс     | 6–3, 6–2            |
| Перемога  | 16–14 | Лют 2010 | Open GDF Suez, Франція                             | Premier       | Тверде (i) | Луціє Шафарова     | 6–7(5–7), 6–1, 6–4  |
| Поразка   | 16–15 | Лют 2010 | BMW Malaysian Open                                 | International | Тверде     | Аліса Клейбанова   | 3–6, 2–6            |
| Поразка   | 16–16 | Жов 2010 | Pan Pacific Open, Японія                           | Premier 5     | Тверде     | Каролін Возняцкі   | 6–1, 2–6, 3–6       |

### Парний розряд: 13 (6 титулів, 7 поразок)
| Легенда                       |
| ----------------------------- |
| Турніри Великого шолома (0–2) |
| Фінал WTA (1–0)               |
| WTA 1000 (Tier I) (2–3)       |
| WTA 500 (Tier II) (2–2)       |
| WTA 250 (Tier III) (1–0)      |

| Титули за покриттям |
| ------------------- |
| Тверде (2–4)        |
| Трава (1–0)         |
| Ґрунт (1–1)         |
| Килим (2–2)         |

| Результат | В-П | Дата     | Турнір                                         | Категорія  | Покриття | Партнер           | Опонент                                     | Рахунок            |
| --------- | --- | -------- | ---------------------------------------------- | ---------- | -------- | ----------------- | ------------------------------------------- | ------------------ |
| Поразка   | 0–1 | Жов 2001 | Кубок Кремля, Росія                            | Tier I     | Килим    | Ліна Красноруцька | - Анна Курникова - Мартіна Хінгіс           | 7–6(7–1), 6–3      |
| Поразка   | 0–2 | Лют 2002 | Open GDF Suez, Франція                         | Tier II    | Килим    | Жанетта Гусарова  | - Наталі Деші - Мейлен Ту                   | Технічна поразка   |
| Поразка   | 0–3 | Бер 2002 | Indian Wells Open, U.S.                        | Tier I     | Тверде   | Жанетта Гусарова  | - Ліза Реймонд - Ренне Стаббс               | 7–5, 6–0           |
| Перемога  | 1–3 | Тра 2002 | German Open, Німеччина                         | Tier I     | Ґрунт    | Жанетта Гусарова  | - Даніела Гантухова - Аранча Санчес Вікаріо | 0–6, 7–6(7–3), 6–2 |
| Перемога  | 2–3 | Сер 2002 | San Diego Open, США                            | Tier II    | Тверде   | Жанетта Гусарова  | - Daniela Hantuchová - Суґіяма Ай           | 6–2, 6–4           |
| Поразка   | 2–4 | Сер 2002 | Відкритий чемпіонат США з тенісу               | Grand Slam | Тверде   | Жанетта Гусарова  | - Вірхінія Руано Паскуаль - Паола Суарес    | 6–2, 6–1           |
| Перемога  | 3–4 | Жов 2002 | Kremlin Cup, Росія                             | Tier I     | Килим    | Жанетта Гусарова  | - Єлена Докич - Надія Петрова               | 2–6, 6–3, 7–6(9–7) |
| Перемога  | 4–4 | Лис 2002 | Фінал WTA, U.S.                                | Фінали     | Килим    | Жанетта Гусарова  | - Кара Блек - Олена Лиховцева               | 4–6, 6–4, 6–3      |
| Перемога  | 5–4 | Чер 2003 | Rosmalen Grass Court Championships, Нідерланди | Tier III   | Трава    | Ліна Красноруцька | - Nadia Petrova - Марі П'єрс                | 2–6, 6–3, 6–4      |
| Поразка   | 5–5 | Січ 2005 | Sydney International, Австралія                | Tier II    | Тверде   | Суґіяма Ай        | - Бріанн Стюарт - Саманта Стосур            | walkover           |
| Перемога  | 6–5 | Сер 2005 | LA Women's Tennis Championships, U.S.          | Tier II    | Тверде   | Флавія Пеннетта   | - Бетані Маттек-Сендс - Анджела Гейнс       | 6–2, 6–4           |
| Поразка   | 6–6 | Сер 2005 | US Open                                        | Grand Slam | Тверде   | Флавія Пеннетта   | - Lisa Raymond - Samantha Stosur            | 6–2, 5–7, 6–3      |
| Поразка   | 6–7 | Тра 2006 | Berlin Open, Німеччина                         | Tier I     | Ґрунт    | Флавія Пеннетта   | - Янь Цзи - Чжен Цзє                        | 6–2, 6–3           |